# Zale exaggerata
Zale exaggerata là một loài bướm đêm trong họ Erebidae.